# محيط
الأحواز أو المحيط هي المنطقة المحيطة بنقطة أو مكان مادي أو جغرافي معين. يعتمد التعريف الدقيق على المجال. يمكن أيضًا استخدام المحيطات في الجغرافيا (عندما تُعرف بدقة أكثر باسم المحيط أو المجاور) والرياضيات، بالإضافة إلى الفلسفة، مع التعريف الحرفي أو المجاز.
في الديناميكا الحرارية، يتم استخدام المصطلح بمعنى أكثر تقييدًا، مما يعني كل شيء خارج النظام الديناميكي الحراري. غالبًا ما تكون الافتراضات المبسطة هي أن الطاقة والمادة قد تتحرك بحرية داخل المحيط، وأن المحيط له تركيبة موحدة.